# Park Hoon-jung
Park Hoon-jung (hangul 박훈정, hanja 朴勳正, nascut el 1975) és un director de cinema i guionista de Corea del Sud. Park va guanyar primer reconeixement a la indústria cinematogràfica coreana pel seu guió, després d'haver escrit els guions dels directors Kim Ji-Woon a I Saw the Devil (2010) i Ryoo Seung-wan a Budanggeorae (2010). El 2011, va fer el seu debut com a director amb la pel·lícula d’època The Showdown, i la seva segona pel·lícula, l'èpica de gàngsters New World (2013), va ser un èxit de crítica i comercial.

## Primers anys
Park va néixer l'any 1975. Des de finals de la dècada de 1980, quan encara era adolescent, ja era cinèfil. L'any 1991, quan feia segon de batxillerat, es va fixar com a objectiu futur convertir-se en director de cinema. Tanmateix, inicialment es va matricular al departament de ciències naturals a la universitat. Després de repetir el primer any universitari dues vegades, es va allistar per al servei militar obligatori. Després va sol·licitar un lloc de suboficial i va ser donat d'alta com a sergent cinc anys més tard. Després dels seus cinc anys de servei militar, finalment va abandonar la universitat.
Després de la seva baixa militar, Park va participar en un concurs d'escenaris de joc organitzat per l'Associació Venture. Va ser seleccionat i es va incorporar a una empresa de jocs com a recluta especial, treballant en escenaris de joc. No obstant això, l'empresa va canviar més tard el seu enfocament empresarial, fet que va fer que Park creés una altra empresa de jocs amb la gent amb qui havia treballat anteriorment. Malauradament, aquesta nova empresa no va sortir bé.
Mentrestant, Park va guanyar un concurs de sinopsi organitzat per Sidus HQ, que li va obrir les portes a la indústria del cinema.

## Carrera

### Debut com a guionista
Park va fer el seu gran avenç com a guionista per escriure els guions de la pel·lícula de Kim Ji-Woon I Saw the Devil (2010) i la pel·lícula de Ryoo Seung-wan The Unjust (2010). L'estrena d'aquestes dues pel·lícules el 2010 va consolidar el nom de "Park Hoon-jung" a Chungmuro.
"Quan Choi Min-shik em va acostar per primera vegada amb aquest projecte, estava treballant en una pel·lícula diferent, però es va retardar durant un any i vaig pensar que no podia descansar i no fer res. Necessitava un guió. perquè hauria trigat massa a desenvolupar alguna cosa nova des de zero. Així que vaig tenir una mica de dilema quan exactament en aquest moment Choi, que interpreta l'assassí en sèrie de la pel·lícula, va venir a mi amb aquest guió, i de sobte tot va caure.
Quan vaig llegir el guió per primera vegada em va semblar molt nou i potent, però al mateix temps tenia un costat brutal i dur, que em va interessar..."
El guió de la pel·lícula I Saw the Devil (2010) va marcar la primera vegada que Kim Ji-Woon va dirigir una pel·lícula escrita per algú altre. Choi Min-sik li va oferir el guió, que va interpretar el dolent de la història. Aleshores, Kim va seleccionar Lee Byung-hun en el paper principal. I Saw the Devil va ser el primer paper important de Choi Min-sik des dels canvis al sistema de quotes de pantalla coreà.
Després d'estrenar-se a Corea del Sud el 12 d'agost de 2010, la pel·lícula I Saw the Devil es va projectar al Festival de Cinema de Sundance el 21 de gener de 2011. També es va projectar a diversos altres internacionals. festivals de cinema, com ara el Fantasporto, Festival Internacional de Cinema de Toronto, Festival de Cinema de Sitges, Festival Internacional de Cinema de Sant Sebastià i el Festival de Cinema Coreà de Londres. La pel·lícula va rebre crítiques majoritàriament favorables per part dels crítics internacionals de cinema. La pel·lícula va guanyar diversos premis, com ara el de millor director i millor pel·lícula a Fantasporto, premi especial del jurat, premi del públic, premi de la crítica al Festival Internacional de Cinema Fantàstic de Gerardmer, millor il·luminació als Grand Bell Awards, millor pel·lícula en llengua estrangera de l'Austin Film Critics Association i Millor Muntatge dels Asian Film Awards de 2011.
Quan Ryoo Seung-wan va dirigir The Unjust, que va ser escrita per Park, va ser una fita significativa per a ell, ja que va suposar la primera vegada que va dirigir una pel·lícula no escrita per ell mateix en la seva carrera. Abans d'això, Ryoo sempre havia dirigit pel·lícules basades en els seus propis guions.The Unjust és una pel·lícula criminal d'acció de Corea del Sud que presenta una crítica fosca i aguda a la corrupció al sistema de justícia del país. Destaca per ser la cinquena col·laboració entre el director Ryoo i el seu germà petit, l'actor Ryoo Seung-bum. La pel·lícula també reuneix els actors principals Hwang Jung-min i Ryoo Seung-bum, que abans havien treballat junts a Bloody Tie (2006).
La pel·lícula s'ha projectat a nombrosos festivals de cinema d'arreu del món, inclòs el Secció Panorama del 61è Festival Internacional de Cinema de Berlín, el Festival Internacional de Cinema de Hong Kong, el Festival Internacional de Cinema de Xangai, the Festival de Cinema Asiàtic de Nova York, el FanTasia, the Festival Internacional de Cinema de Hawaii, the Festival Internacional de Cinema de Vladivostok - Pacific Meridian, el Festival de Cinema de Sitges, el Festival de Cinema Coreà de Londres, i el Festival de Cinema Far East d’Udine. The Unjust va ser un èxit de crítica i comercial, va aconseguir vendre 2,7 milions d'entrades a la taquilla i va guanyar diversos premis. Park també va rebre nombrosos premis pel seu guió de la pel·lícula.

### Carrera com a director
Park va fer el seu debut com a director amb la pel·lícula The Showdown que es va estrenar el 2011. Va escriure el guió el 2006 i va oferir el guió a altres directors i productores. Tanmateix, tots volien explicar una història diferent mantenint només el marc bàsic. Park va sentir que estava massa lluny de la seva visió, així que va pensar a dirigir la pel·lícula ell mateix. Tot i tenir un pressupost baix d'aproximadament 1.990 milions de wons, la pel·lícula no va assolir l'èxit comercial.
Després del fracàs comercial de la seva pel·lícula debut, Park va trobar dificultats per planificar el seu proper projecte, la pel·lícula negra d'estil coreà 'Shinsegae' o New World. Park va dir: "La gent que vol invertir va demanar dues coses. "El guió i els actors són bons, però canvia el director i el gènere", o "Noir no és un èxit de taquilla, així que reduïm el cost de producció". Malgrat els reptes inicials, New World va aconseguir atreure una audiència total de 4,68 milions, segons la xarxa informàtica integrada de la Korea Film Commission. Aquest èxit va marcar la primera taquilla de Park. va colpejar i va ser elogiat per ser pioner en un nou camí per al noir a l'estil coreà.
New World és protagonitzada per Lee Jung-jae, Choi Min-sik, Hwang Jung-min, Park Sung- woong, i Song Ji-Hyo.A la pel·lícula, Lee Ja-sung (Lee Jung-jae) lluita per equilibrar el seu paper d'oficial de policia encobert amb el seu ascens en el sindicat del crim a Corea. The New York Times va qualificar la pel·lícula de "menys sagnant i més reflexiva que la majoria del seu gènere, la trama de les aliances canviants esdevé cada cop més apassionant a mesura que avança." Park va guanyar el premi del jurat al 5è Festival Internacional de Cinema de Thriller de Beaune el 2013.
El 2015, Park es va reunir amb Choi Min-sik a la pel·lícula històrica The Tiger. Ambientada l'any 1925 durant el període colonial japonès, "El tigre" descriu la fatídica història de Cheon Man-deok, un caçador de tigres, i l'últim tigre de Joseon. El guió va ser escrit el 2009 mentre Park encara era un escriptor relativament desconegut, i es va vendre ràpidament a una companyia cinematogràfica en acabar-lo. Tot i que Park inicialment no tenia plans de dirigir la pel·lícula, finalment va assumir el paper de director cinc anys després. El distribuïdor, NEW, juntament amb Choi Min-sik van instar Park a assumir el paper de director. Van argumentar que era el millor per dirigir perquè havia escrit el guió.
Tot i ser una pel·lícula de gran èxit comercial que va costar 14.000 milions de wons, Park i el seu equip es van enfrontar a dificultats per crear un tigre realista utilitzant només aproximadament 1/11 del cost de producció de La vida de Pi , que també va utilitzar animació per ordinador per al seu personatge de tigre. Tot i que la pel·lícula no va funcionar tan bé com s'esperava a la taquilla, ha estat àmpliament aclamada per la seva producció d'alta qualitat i l'ús impressionant del treball de CG per donar vida al tigre de Joseon a la pantalla. Park va ser nominat i va guanyar diversos premis per la seva direcció i guió per The Tiger, mentre que el seu equip va rebre premis tècnics pel seu impressionant treball d'animació CGI.
El 2016, Park va fundar una productora cinematogràfica anomenada 'Geumwol'. El nom de la productora deriva dels caràcters xinesos de l'organització criminal 'Goldmoon' de la seva pel·lícula New World. Park va declarar que va establir la companyia per crear el tipus de treball que volia fer i per evitar sentir-se culpable per la manca d'èxit de la producció. També va esmentar que, tot i que hi ha moltes obres conegudes, no n'hi ha gaires d'èxit.
Després d'establir la seva pròpia companyia de producció cinematogràfica el 2016, Park va col·laborar amb Warner Bros. per produir la seva següent pel·lícula el 2017. La pel·lícula posterior de Park, V.I.P., que comptava amb Jang Dong-gun, Kim Myung-min, Park Hee-soon i Lee Jong-suk, és un thriller d'acció criminal que se centra en la persecució d'un presumpte assassí en sèrie per part d'oficials de Corea del Sud, Corea del Nord i Interpol. Tanmateix, malgrat el seu repartiment ple d'estrelles, la pel·lícula va ser decebedora pel que fa a l'èxit de taquilla. A més, V.I.P. va rebre fortes crítiques pel seu retrat excessiu de la violència contra les dones.
El 2018, Park es va reunir per tercera vegada amb Park Hee-soon a la ciència-ficció acció de terror de Corea del Sud The Witch: Part 1. The Subversion. La pel·lícula també és protagonitzada per l'actriu veterana Jo Min-soo i l'actor Choi Woo-shik. La trama gira al voltant de Ja-yoon (interpretadas per Kim Da-mi), una estudiant de secundària que perd tota la memòria després d'escapar sola d'una instal·lació on un misteriós accident va provocar múltiples morts. Kim, una actriu novell en aquell moment, va ser escollida per al paper de Ja-yoon després de competir contra una probabilitat de 1.500 a 1. Aquest paper va llançar la carrera de Kim Dami.
Tot i escriure-la abans de la pel·lícula The Tiger (2015), Park va retardar el seu llançament a causa del desànim dels que l'envoltaven. Després del llançament de V.I.P., finalment va conèixer inversors. Els principals distribuïdors coreans van trobar la pel·lícula difícil perquè estava dirigida a dones amb una nova actriu i un pressupost de 6.000 milions de wons. Tanmateix, Warner Bros. Corea va mostrar interès i es va mostrar més oberta a repartir nous actors i un gran pressupost. La seu de Warner Bros. va respondre positivament al projecte i va expressar interès a desenvolupar-lo com a franquícia.
"Night in Paradise és una de les millors pel·lícules de gàngsters del cinema sud-coreà dels darrers anys. Park Hoon-jung és un director que mereix tota l'atenció per la seva capacitat per combinar l'escriptura de guions originals amb la creació de personatges complexos que mai són estereotipats, juntament amb unes habilitats de direcció impressionants i magistrals, sens dubte, el seu nom s'escoltarà encara més en el futur".
Al setembre de 2020, Warner Bros. Corea es va retirar de la indústria cinematogràfica coreana a causa dels mals resultats de les seves produccions recents. La retirada ha generat incertesa sobre la tan esperada seqüela, "The Witch 2", després de l'èxit de la primera entrega, The Witch: Part 1. The Subversion, que va atreure 3,18 milions d'espectadors en el seu llançament el 2018.
El novembre de 2020, Geumwol i Studio&NEW, una filial de producció de continguts del grup de mitjans NEW, van signar un contracte d'inversió en capital.
El mateix any, Park va escriure i dirigir Night in Paradise, una pel·lícula amb Tae-goo (interpretat per Uhm Tae-goo), un membre d'una banda criminal liderada pel Sr. Yang (interpretat per Park Ho-san). Tae-goo busca venjança després que la seva germana i la seva neboda siguin assassinades, cosa que va provocar la brutal matança del president Doh i els seus homes de la banda de Bukseong. Coneix en Jae-yeon (interpretat per Jeon Yeo-been), una dona amb malaltia terminal, a l'illa de Jeju. El director de la banda de Bukseong, Ma (interpretat per Cha Seung-won) persegueix implacablement Tae-goo per venjar-se, i Yang traeix Tae-goo per salvar la seva pròpia vida.
La major part del rodatge va tenir lloc a l'illa de Jeju, i va durar més de tres mesos.Night in Paradise es va estrenar el 3 de setembre de 2020 a la 77a Mostra Internacional de Cinema de Venècia, on es va projectar dins la categoria "Fora de Competició". A l'octubre de 2020, es va informar que a causa de la pandèmia de COVID-19, Next Entertainment World estava considerant estrenar la pel·lícula directament a Netflix en comptes de fer-ho als cinemes. Al febrer de 2021, es va anunciar oficialment que la pel·lícula s'estrenaria a Netflix el 9 d'abril. La pel·lícula va assolir el primer lloc a la llista dels 10 continguts més populars de Netflix després del seu llançament.
La producció de la seqüela de The Witch: Part 1. The Subversion' es va enfrontar a dificultats importants quan Warner Bros. Corea es va retirar de la indústria cinematogràfica coreana. No obstant això, la productora de Park i NEW finalment van negociar els drets de la pel·lícula amb la seu de Warner Bros.. A causa de les limitacions pressupostàries i de la pandèmia de la COVID-19, la pel·lícula no es va poder fer tal com estava previst originalment i es va reformular a partir del que estava previst originalment com a tercera pel·lícula. Park va reconèixer que la pel·lícula pot no compliria les expectatives del públics.
The Witch: Part 2. The Other One presenta un nou personatge anomenat So-nyeo (interpretat per Shin Shi-a), que és l'única supervivent d'un laboratori secret. So-nyeo és perseguida per diversos personatges, inclòs el Dr. Baek, cadascun amb els seus propis motius per perseguir-la. La pel·lícula també revelarà la relació entre Ja-yoon i So-nyeo, afegint-se a la intriga general de la història. Va ser llançat el 15 de juny de 2022 a Corea del Sud.
A finals del 2021, Park va escriure i dirigir una pel·lícula d'acció negra The Childe (originalment titulada Sad Tropics). Froen seleccionats Kim Seon-ho, Kim Kang-woo, Go Ara i Kang Tae-joo en el seu debut cinematogràfic. Està previst que s'estreni als cinemes el juny de 2023.

## Realització cinematogràfica
Park és conegut pel seu estil de direcció únic i diferent, que sovint inclou seqüències d'acció visualment impressionants i intenses, personatges complexos i arguments intrincats. És especialment hàbil per crear tensió i suspens, utilitzant una combinació de música, cinematografia, i l'edició per crear una sensació de malestar i anticipació.
A més, les seves pel·lícules sovint exploren temes de venjança, traïció i moralitat, i és conegut per la seva capacitat de crear personatges moralment ambigus i històries que inciten a la reflexió.
Les pel·lícules de Park sovint presenten violència gràfica, una tendència que de vegades ha estat criticada. Posa un fort èmfasi en les representacions realistes i dures de la violència i el crim, que sovint fan que les seves pel·lícules siguin intenses i carregades d'emocions.

### Influències
Les pel·lícules de Park Hoon-jung han estat influenciades per diverses fonts, com ara pel·lícules de Hong Kong i pel·lícules d'acció de Hollywood. Park va créixer en una època en què el cinema coreà no prosperava, per la qual cosa no va tenir moltes oportunitats de veure pel·lícules coreanes. Park va citar l'obra mestra de Francis Ford Coppola El Padrí com una de les seves pel·lícules preferides i una gran influència en el seu treball.
Les pel·lícules Infernal Affairs i Donnie Brasco van ser algunes de les pel·lícules que li van venir al cap mentre feia  New World, però no es limitava a aquestes. La pel·lícula també contenia elements i tons d'altres pel·lícules com El Padrí, Election,  Hell's Kitchen i Heat. Com que Park va estar molt influenciat per aquestes pel·lícules i pertanyien a un gènere semblant que li agradava, li va ser impossible separar-s'hi completament. En comptes d'això, les va infondre activament a la seva pel·lícula i va voler portar la història en una direcció completament diferent tot conservant l'essència de cada pel·lícula.
En els darrers temps, Park ha tingut l'oportunitat de veure un nombre important de pel·lícules coreanes i s'ha convertit en un àvid admirador de directors famosos com Bong Joon-ho, Park Chan-wook, i Kim Ji-Woon.

### Mètode
Park, en general, obté material de la història mirant les notícies i observant els esdeveniments de la societat coreana. Els pensaments i creences de Park solen reflectir-se en els seus guions posteriors. Park descobreix que un guió es torna més matisat després d'incorporar esdeveniments actuals a Corea.
Park no té cap actor en ment quan escriu un guió. Tanmateix, un cop finalitzat el procés de càsting i escollits els actors, Park fa ajustos al guió per adaptar-los millor al personatge retratat i a l'estil d'actuació del membre del repartiment escollit.
En els guions anteriors de Park, tots excepte I Saw the Devil, es van utilitzar estructures triangulars. Segons Park, la configuració de caràcters triangulars és la més eficaç i personalment més interessant. No obstant això, l'aplicabilitat d'una estructura de triangle es relaciona amb el material específic, però per les lluites de personatges, Park té una preferència per això. Això crea una tensió dinàmica entre els personatges, cadascun lluita pel poder o el control sobre els altres. Per exemple, a la seva pel·lícula New World, Park utilitza una estructura triangular per explorar la lluita pel poder entre tres personatges: un policia encobert, un gàngster i el cap d'un sindicat del crim. De manera similar, a The Injust, Park utilitza una estructura triangular per representar la corrupció i la decadència moral de tres personatges: un fiscal, un detectiu i un home de negocis. Mitjançant aquesta estructura triangular, Park és capaç de crear personatges complexos i matisats que estan en conflicte entre ells, alhora que explora temes més grans com el poder, el control i la moralitat. L'ús d'aquesta estructura és un segell distintiu de les primeres pel·lícules de Park i va contribuir a la seva reputació com a cineasta hàbil i innovador.
En comparació amb la majoria de directors coreans que prefereixen les pel·lícules autònomes, Park és un dels pocs que ha creat una seqüela que amplia l'univers de la seva pel·lícula original. Aquest enfocament és rar al cinema coreà i mostra la capacitat de Park per superar els límits i crear narracions més complexes.

### Col·laboradors
Park té una història de col·laboracions amb diverses persones amb talent de la indústria cinematogràfica. Per exemple, ha treballat sovint amb l'editor de pel·lícules Kim Chang-ju en diversos projectes, com ara The Tiger ( 2015), V.I.P. (2017), The Witch: Part 1. The Subversion (2018).
Park també ha col·laborat amb el director de fotografia Chung Chung-hoon. La parella va treballar junts per primera vegada a The Injust (2010) i des de llavors han col·laborat a la pel·lícula New World (2011). Chung és conegut pel seu ús excepcional de la il·luminació i el treball de la càmera, i el seu estil visual ha estat un bon partit per a les pel·lícules de Park. Park també va col·laborar amb el director de fotografia Kim Young-ho a V.I.P. (2017), The Witch: Part 1. The Subversion (2018), Night in Paradise (2021), The Witch: Part 2. The Other One (2022), i The Tyrant (2024).
El director musical Mowg és un altre col·laborador freqüent de Park, començant amb el seu treball a I Saw the Devil (2010). Van continuar treballant junts a V.I.P. (2017), The Witch: Part 1. The Subversion (2018), Night in Paradise (2021), The Witch: Part 2. The Other One (2022), The Childe (2023), i The Tyrant (2024).
Park és conegut per seleccionar amb freqüència els mateixos actors, Park Hee-soon és un dels seus col·laboradors més freqüents. Park ha aparegut en tres dels llargmetratges dirigits per Kim: The Showdown (2011), V.I.P. (2017) i The Witch: Part 1. The Subversion (2018). Choi Min-sik és un altre actor que ha treballat amb Park en diverses ocasions, va aparèixer al debut de Park com a guionista, I Saw the Devil (2010), així com dos llargmetratges on Park va exercir de director: New World  (2011) i The Tiger (2015).
| ActorTreball                      | Cha Seung-won | Choi Min-sik | Jin Goo | Joo Jin-mo | Jo Min-su | Justin Harvey | Kim Byeong-ok | Kim Da-mi | Kim Kang-woo | Kim Seon-ho | Lee Jong-suk | Lee Ki-young | Park Hee-soon | Park Sung-woong | Uhm Tae-goo |
| --------------------------------- | ------------- | ------------ | ------- | ---------- | --------- | ------------- | ------------- | --------- | ------------ | ----------- | ------------ | ------------ | ------------- | --------------- | ----------- |
| The Showdown                      |               |              | 1       |            |           |               |               |           |              |             |              |              | 1             |                 |             |
| New World                         |               | 1            |         | 1          |           |               | 1             |           |              |             |              |              |               | 1               |             |
| The Tiger                         |               | 1            |         |            |           |               |               |           |              |             |              |              |               |                 |             |
| V.I.P.                            |               |              |         | 1          |           |               |               |           |              |             | 1            |              | 1             | 1               |             |
| The Witch: Part 1. The Subversion |               |              |         |            | 1         |               | 1             | 1         |              |             |              |              | 1             |                 |             |
| Night in Paradise                 | 1             |              |         |            |           |               |               |           |              |             |              | 1            |               |                 | 1           |
| The Witch: Part 2. The Other One  |               |              | 1       |            | 1         | 1             |               | 1         |              |             | 1            |              |               |                 | 1           |
| The Childe                        |               |              |         |            |           | 1             |               |           | 1            | 1           |              | 1            |               |                 |             |
| Tyrant                            | 1             |              |         |            |           | 1             |               |           | 1            | 1           |              |              |               |                 |             |

## Filmografia

### Cinema
| Any        | Títol                             | Títol                 | Acreditat com | Acreditat com | Acreditat com | Ref.                 |
| Any        | Anglès                            | Coreà                 | Director      | Guionista     | Productor     | Ref.                 |
| ---------- | --------------------------------- | --------------------- | ------------- | ------------- | ------------- | -------------------- |
| 2010       | I Saw the Devil                   | 악마를 보았다         | No            | Sí            | No            | [ 14 ]               |
| 2010       | The Unjust                        | 부당거래              | No            | Sí            | No            | [ 1 ]                |
| 2011       | The Showdown                      | 혈투                  | Sí            | Sí            | No            | [ 7 ]                |
| 2013       | New World                         | 신세계                | Sí            | Sí            | No            | [ 6 ]                |
| 2015       | The Tiger                         | 대호                  | Sí            | Sí            | No            | [ 46 ]               |
| 2017       | V.I.P.                            | 브이아이피            | Sí            | Sí            | Sí            | [ 46 ]               |
| 2018       | The Witch: Part 1. The Subversion | 마녀                  | Sí            | Sí            | Sí            | [ 89 ]               |
| 2020       | Night in Paradise                 | 낙원의 밤             | Sí            | Sí            | Sí            | [ 59 ]               |
| 2022       | The Witch: Part 2. The Other One  | 마녀 2: the other one | Sí            | Sí            | Sí            | [ 62 ]               |
| 2023       | The Childe                        | 귀공자                | Sí            | Sí            | Sí            | [ 90 ]               |
| A anunciar | Tristes Tropiques                 | 트리스테 트로피크     | Sí            | Sí            | Sí            | [ 91 ] [ 92 ] [ 93 ] |

### Websèries
| Any  | Títol      | Títol | Acreditat com | Acreditat com | Acreditat com | Ref.          |
| Any  | Anglès     | Coreà | Director      | Guionista     | Productor     | Ref.          |
| ---- | ---------- | ----- | ------------- | ------------- | ------------- | ------------- |
| 2024 | The Tyrant | 폭군  | Sí            | Sí            | Sí            | [ 94 ] [ 95 ] |

## Reconeixements

### Premis i nominacions
| Any  | Premi                                                        | Categoria                                                      | Obra Nominada                     | Resultats | Ref.                            |
| ---- | ------------------------------------------------------------ | -------------------------------------------------------------- | --------------------------------- | --------- | ------------------------------- |
| 2011 | 15th FanTasia                                                | Millor guió                                                    | The Unjust                        | Guanyador | [ 96 ]                          |
| 2011 | 5ns Asian Film Awards                                        | Millor guió                                                    | The Unjust                        | Nominat   | [ 97 ]                          |
| 2011 | 47ns Baeksang Arts Awards                                    | Millor guió – Pel·lícula                                       | The Unjust                        | Nominat   | [ 98 ] [ 99 ]                   |
| 2011 | 48ns Grand Bell Awards                                       | Millor guió                                                    | The Unjust                        | Nominat   | [ 100 ] [ 101 ] [ 102 ] [ 103 ] |
| 2011 | 32ns Blue Dragon Film Awards                                 | Millor guió                                                    | The Unjust                        | Guanyador | [ 104 ]                         |
| 2013 | 8ns A-Awards                                                 | The Best Black Collar Workers of 2013 — Premi a la creativitat | Park Hoon-jung                    | Guanyador | [ 105 ] [ 106 ]                 |
| 2013 | 49ns Baeksang Arts Awards                                    | Millor guió – Pel·lícula                                       | New World                         | Nominat   | [ 107 ]                         |
| 2013 | 49ns Baeksang Arts Awards                                    | Millor director novell                                         | New World                         | Nominat   | [ 108 ]                         |
| 2013 | 22ns Buil Film Awards                                        | Millor director novell                                         | New World                         | Nominat   | [ 109 ] [ 110 ]                 |
| 2013 | 34tns Premis de Cinema Drac Blau                             | Millor director                                                | New World                         | Nominat   | [ 111 ]                         |
| 2013 | 50ns Grand Bell Awards                                       | Millor director                                                | New World                         | Nominat   | [ 112 ] [ 113 ]                 |
| 2013 | 50ns Grand Bell Awards                                       | Millor guió                                                    | New World                         | Nominat   | [ 112 ] [ 113 ]                 |
| 2013 | XLVI Festival Internacional de Cinema Fantàstic de Catalunya | Premi Focus Asia                                               | New World                         | Guanyador | [ 114 ]                         |
| 2016 | 36è Golden Cinema Film Festival (\|황금촬영상)               | Millor pel·lícula                                              | The Tiger                         | Guanyador | [ 115 ] [ 116 ]                 |
| 2016 | 36è Golden Cinema Film Festival (\|황금촬영상)               | Millor director                                                | The Tiger                         | Guanyador | [ 115 ] [ 116 ]                 |
| 2016 | 53ns Grand Bell Awards                                       | Millor guió                                                    | The Tiger                         | Nominat   | [ 117 ]                         |
| 2017 | Fantastic Fest 2017                                          | Millor director – Thriller                                     | V.I.P                             | Guanyador | [ 118 ]                         |
| 2019 | 39th Fantasporto                                             | Millor pel·lícula Orient Express                               | The Witch: Part 1. The Subversion | Guanyador | [ 119 ]                         |
| 2019 | 26è Festival Internacional de Cinema Fantàstic de Gérardmer  | Premi del Jurat Syfy                                           | The Witch: Part 1. The Subversion | Guanyador | [ 120 ]                         |
| 2021 | 42ns Blue Dragon Film Awards                                 | Millor director                                                | Night in Paradise                 | Nominat   | [ 121 ]                         |
| 2022 | Festival Internacional de Cinema Fantàstic de Brussel·les    | Corbeau d'Or                                                   | The Witch: Part 2. The Other One  | Nominat   | [ 122 ]                         |
| 2024 | Asia Contents Awards & Global OTT Awards                     | Millor director                                                | The Tyrant                        | Pendent   | [ 123 ] [ 124 ]                 |

### Honors estatals
| País          | Cerimònia | Any  | Honor                   | Ref.    |
| ------------- | --- | ---- | ----------------------- | ------- |
| Corea del Sud | Província autònoma especial de Jeju Cerimònia a The Jeju Indoor Video Studio situat a Jeoji Culture and Art Village | 2023 | Ciutadà d'honor de Jeju | [ 125 ] |